# (7489) Oribe
(7489) Oribe est un astéroïde de la ceinture principale.

## Description
(7489) Oribe est un astéroïde de la ceinture principale. Il fut découvert le 26 juin 1995 à Catalina Station par Carl W. Hergenrother. Il présente une orbite caractérisée par un demi-grand axe de 2,80 UA, une excentricité de 0,28 et une inclinaison de 17,0° par rapport à l'écliptique.

## Compléments